# كيلي ليندسي
كيلي ليندسي (بالإنجليزية: Kelly Lindsey)‏ (3 سبتمبر 1979 بأوماها في الولايات المتحدة - ) هي لاعبة كرة قدم أمريكية في مركز الدفاع. شاركت مع منتخب الولايات المتحدة لكرة القدم للسيدات. أما مع النوادي، فقد لعبت مع San Jose CyberRays ‏.